# Lindsay Hoyle
Lindsay Hoyle, né le 10 juin 1957 à Adlington (Lancashire), est un homme politique britannique. Il est président de la Chambre des communes du Royaume-Uni depuis le 4 novembre 2019.
Membre du Parti travailliste, il est élu à 22 ans conseiller du borough de Chorley, puis député de la circonscription de Chorley lors des élections de 1997. Il accède à la vice-présidence de la Chambre des communes en 2010. À la suite de la démission de John Bercow, il est choisi pour lui succéder à la présidence de l'institution en 2019. Comme le veut la règle, il quitte le Parti travailliste et devient dès lors parlementaire sans étiquette. Il est réélu en 2024.

## Situation personnelle
Lindsay Hoyle naît le 10 juin 1957 à Adlington dans le Lancashire,.
Il est le fils de Doug Hoyle, député travailliste à la Chambre des communes des années 1970 aux années 1990 avant d'être nommé à la Chambre des lords. Son père le prénomme « Lindsay » en référence au joueur de cricket Lindsay Hassett.
Père de deux filles, il est très affecté par la mort soudaine en décembre 2017 de sa fille cadette Natalie, qui se suicide à l'âge de 28 ans à la suite d'une relation amoureuse difficile,.

## Parcours politique

### Débuts
Malgré l'influence de son père, il n'entre pas immédiatement en politique, et monte sa propre entreprise d'imprimerie sur textile.
En 1980, à l'âge de seulement 22 ans, il remporte une victoire électorale inattendue et devient membre du conseil municipal de la ville de Chorley, avec l'étiquette travailliste. Sa mère Lynda y avait siégé avant lui jusqu'en 1974. Il devient en 1994 vice-président du conseil, puis brièvement maire de la ville de 1997 à 1998,.

### Député britannique
Aux élections générales de 1997, alors que son père (député de Warrington-Nord) quitte la Chambre des communes, Lindsay Hoyle y entre en remportant la circonscription de Chorley, battant le député conservateur Den Dover qui en était le représentant depuis 1979. Il y est réélu depuis sans discontinuer, toujours avec une avance confortable,.
Simple député dans la majorité parlementaire du Premier ministre Tony Blair, il critique en 2002 le projet du gouvernement de négocier un partage de souveraineté avec l'Espagne sur le territoire d'outre-mer britannique de Gibraltar : Il accuse le ministre des Affaires étrangères Jack Straw de ne pas respecter le droit de la population de Gibraltar à l'auto-détermination et à la démocratie. Le projet, contesté également par d'autres députés travaillistes, est abandonné et cet épisode met fin à toute chance qu'aurait pu avoir Lindsay Hoyle d'accéder à un poste de ministre. Il s'oppose également, en vain, à la décision du gouvernement Blair d'accroître nettement les frais d'inscription des étudiants à l'université,.

### Vice-président de la Chambre des communes
En juin 2010, les députés l'élisent vice-président de la Chambre des communes, sous la présidence de John Bercow. Sa fonction de vice-président signifie qu'il préside (par tradition) les débats annuels menant à l'adoption du budget, qu'il préside toute autre commission parlementaire constituée de la Chambre dans son ensemble (en anglais, a Committee of the whole House), et qu'il remplace ponctuellement le président dans ses fonctions,,.
Connu pour son fort accent du nord-ouest de l'Angleterre, et exerçant son rôle avec humour et impartialité, Lindsay Hoyle est apprécié par les députés de tous bords. Il préside une session de la Chambre au moment de l'attentat de Westminster en mars 2017, et ordonne la fermeture d'urgence des locaux.
Il est fait chevalier en janvier 2018.

### Président de la Chambre des communes
À la suite de la démission de John Bercow le 31 octobre 2019, la Chambre, présidée pour l'occasion par Ken Clarke (le doyen de la Chambre), l'élit président de la Chambre des communes le 4 novembre. Il prononce une courte allocution remerciant ses pairs et rappelant la mémoire de sa fille Natalie,. Le soir même, il reçoit à la Chambre des lords l'approbation royale de la reine Élisabeth II, simple formalité qui marque son entrée officielle en fonction.
Le site du Parlement le considère, et il se considère lui-même, comme le 158e président depuis l'établissement de cette fonction au XIVe siècle, bien que les archives soient en réalité incomplètes pour certaines courtes périodes des XIVe et XVe siècles.
Les députés ayant accepté qu'aient lieu des élections législatives anticipées le 12 décembre afin de résoudre l'impasse du Brexit, le Parlement de la 57e législature est dissous à l'issue de la journée du 5 novembre. Réélu député de Chorley avec 67,3 % des voix, Lindsay Hoyle retrouve dans la foulée ses fonctions de président de la Chambre.
À la suite des élections législatives du 4 juillet 2024, il est réélu président de la Chambre le 9 juillet.